# Henry J. Heinz
Henry J. Heinz (anglès: Henry John Heinz)  (Birmingham, 11 d'octubre de 1844 - Pittsburgh, 14 de maig de 1919) va ser un home de negocis estatunidenc amb avantpassats alemanys. Va crear l'empresa H. J. Heinz Company. Heinz Field, rep aquest nom en el seu honor.
Va ser director de moltes institucions financeres i president d'un comitè per evitar les inundacions a Pittsburgh.
Heinz era l'avi de H. J. Heinz II, i avantpassat també del senador dels Estats Units H. John Heinz III per Pennsylvania i també avantpassat de Henry John Heinz IV, Andre Thierstein Heinz i Christopher Drake Heinz.
Heinz era de religió metodista. Heinz es va casar amb Sarah Sloan Young Heinz el 1869 i van tenir quatre fills:
- Clarence Heinz
- Howard Covode Heinz (1877-1941)
- Clifford Heinz (1883-1935)
- Irene Heinz Givens

L'escultor Emil Fuchs va fer una estàtua de bronze dedicada a Heinz l'any 1924 al Heinz Company building Pittsburgh,